# Astaenomoechus nevermanni
Astaenomoechus nevermanni là một loài bọ cánh cứng trong họ Hybosoridae. Loài này được Boucomont miêu tả khoa học năm 1936.